# Ericus Exing
Ericus Exing, född 3 februari 1663 i Horns församling, Östergötlands län, död 1 september 1728 i Östra Eneby församling, Östergötlands län, var en svensk präst.

## Biografi
Ericus Exing föddes 1663 i Horns församling. Han var son till fältväbeln Måns Andersson och Brita Eksing. Exing blev höstterminen 1682 student vid Lunds universitet och 10 december 1690 komminister i Krokeks församling, tillträdde 1692. Han blev 1710 kyrkoherde i Östra Eneby församling. När ryssarna angrepp kyrkan år 1719, så rädde Exing kyrkans silver. Exing avled 1728 i Östra Eneby församling och begravdes i Östra Eneby kyrka med likpredikan av prosten Claudius Magni Livin, Norrköping. Exing gav 1729 i testamente en ljusstake i tenn till kyrkan.

### Familj
Exing gifte sig första gången 1692 med Maria Kling (död 1700). Hon var dotter till kyrkoherden Nicolaus Kling och Kerstin Typæus i Dagsbergs församling. De fick tillsammans barnen Catharina Exing (född 1692), Gustava Exing (född 1693), Elisabeth Exing (född 1694), Nicolaus Exing (född 1696) och Eric Exing (1699–1700).
Exing gifte sig andra gången 18 december 1701 med Catharina Wangel (1679–1758). Hon var dotter till kyrkoherden Laurentius Wangel och Christina Sveiraeus i Mogata församling. De fick tillsammans barnen Christina Exing (född 1702), Ericus Exing (1703–1710), Laurentius Exing (1705–1711), Brita Exing (1706–1710), Anna Greta Exing (1708–1711), Maria Exing (1709–1711), Magnus Exing (1710–1711), Emerentia Exing (1711–1717), Hedvig Sophia Exing som var gift med lektorn Martin Lidén i Linköping, Anna Catharina Exing som var gift med kyrkoherden Johan Wettersten i Östra Eneby församling och Carl Magnus Exing (1716–1717).